# Никольское (Волоколамский район)
Никольское — деревня в Волоколамском городском округе Московской области России.
До 2019 года относилась к сельскому поселению Теряевское, до муниципальной реформы 2006 года — к Теряевскому сельскому округу. Население — 4 человека (2010).

## География
Деревня Никольское расположена примерно в 14 километрах к северо-востоку от города Волоколамска. В деревне две улицы — Овражная и Сиреневая, зарегистрировано одно садовое товарищество. Ближайшие населённые пункты — деревни Чеклево, Большое Петровское и Малое Петровское.

## Население
| 1852 | 1859 | 1890 | 1899 | 1926 | 2002 | 2006 |
| ---- | ---- | ---- | ---- | ---- | ---- | ---- |
| 165  | ↗188 | ↗365 | ↘291 | ↗315 | ↘11  | ↘4   |
| 2010 |      |      |      |      |      |      |
| →4   |      |      |      |      |      |      |

## История
В «Списке населённых мест» 1862 года Никольское — владельческое сельцо 1-го стана Клинского уезда Московской губернии по левую сторону Волоколамского тракта, в 29 верстах от уездного города, при колодце, с 18 дворами и 188 жителями (85 мужчин, 103 женщины).
По данным на 1890 год входила в состав Калеевской волости Клинского уезда, число душ составляло 365 человек.
В 1913 году — 63 двора, земское училище и 4 бумаго-ткацких фабрики.
В 1917 году Калеевская волость была передана в Волоколамский уезд.
По материалам Всесоюзной переписи населения 1926 года — деревня Чеклевского сельсовета Калеевской волости Волоколамского уезда, проживало 315 жителей (139 мужчин, 176 женщин), насчитывалось 64 хозяйства, имелась школа.
С 1929 года— населённый пункт в составе Волоколамского района Московской области.
С 2019 года — населённый пункт Волоколамского городского округа Московской области.